# Milli Vanilli
I Milli Vanilli sono stati un gruppo musicale Europop tedesco, composto da Fab Morvan e Rob Pilatus.
Formati da Frank Farian nel 1988, ottennero enorme successo con il primo album, intitolato All or Nothing in Europa e distribuito in America come Girl You Know It's True. I Milli Vanilli vengono anche ricordati per aver fatto scandalo quando si scoprì che le voci presenti nei dischi non erano in realtà quelle di Morvan e Pilatus. I Milli Vanilli cessarono ufficialmente l'attività dopo la morte prematura di Pilatus, avvenuta nel 1998.

## Storia del gruppo

### Origini
Il produttore discografico Frank Farian scelse di sfruttare le voci dei cantanti Charles Shaw, John Davis, Brad Howell, e delle sorelle gemelle Jodie e Linda Rocco. Tuttavia, poiché trovava l'immagine di questi cantanti poco appetibile a livello commerciale, Farian reclutò Fab Morvan e Rob Pilatus, due ballerini più giovani e fotogenici incontrati in una discoteca tedesca, perché fossero l'immagine dei "Milli Vanilli".
In un'intervista successiva, Morvan ha affermato che Farian aveva manipolato i due dando loro un piccolo anticipo quando firmarono il contratto. Dopo la firma, i due ballerini passarono la maggior parte del tempo occupandosi dei vestiti e delle acconciature. Diversi mesi dopo, Farian li chiamò e disse loro che dovevano fare playback con musica preregistrata o, come dichiarato nel contratto, ripagare per intero l'anticipo ricevuto. "Non eravamo stati assunti, ma intrappolati", ha ricordato Morvan.
Non è chiaro il significato del loro nome. Si pensava che "Milli Vanilli" fosse la traduzione turca di "energia positiva". Tuttavia, in tale lingua, milli significa in realtà "nazionale" e "vanilli" non ha alcun significato. Altre fonti sostengono che il nome provenga da una discoteca di Berlino oppure che sia ispirato a quello del direttore di produzione di Farian Milli-Ingrid Segieth.

### Successo
Il loro album All or Nothing del 1989 ebbe un grande successo in tutto il mondo: oltre a contenere cinque singoli giunti ai primi posti delle classifiche, tra cui il debutto Girl You Know It's True, diventata una delle loro canzoni più celebri, l'album vendette oltre cinque milioni di copie e valse al duo un Grammy Award al miglior artista esordiente nel 1990.
Il gruppo divenne uno dei gruppi pop di maggior successo a cavallo tra gli anni ottanta e gli anni novanta, vendendo complessivamente circa 30 milioni di singoli e 14 milioni di album.

### Lo scandalo

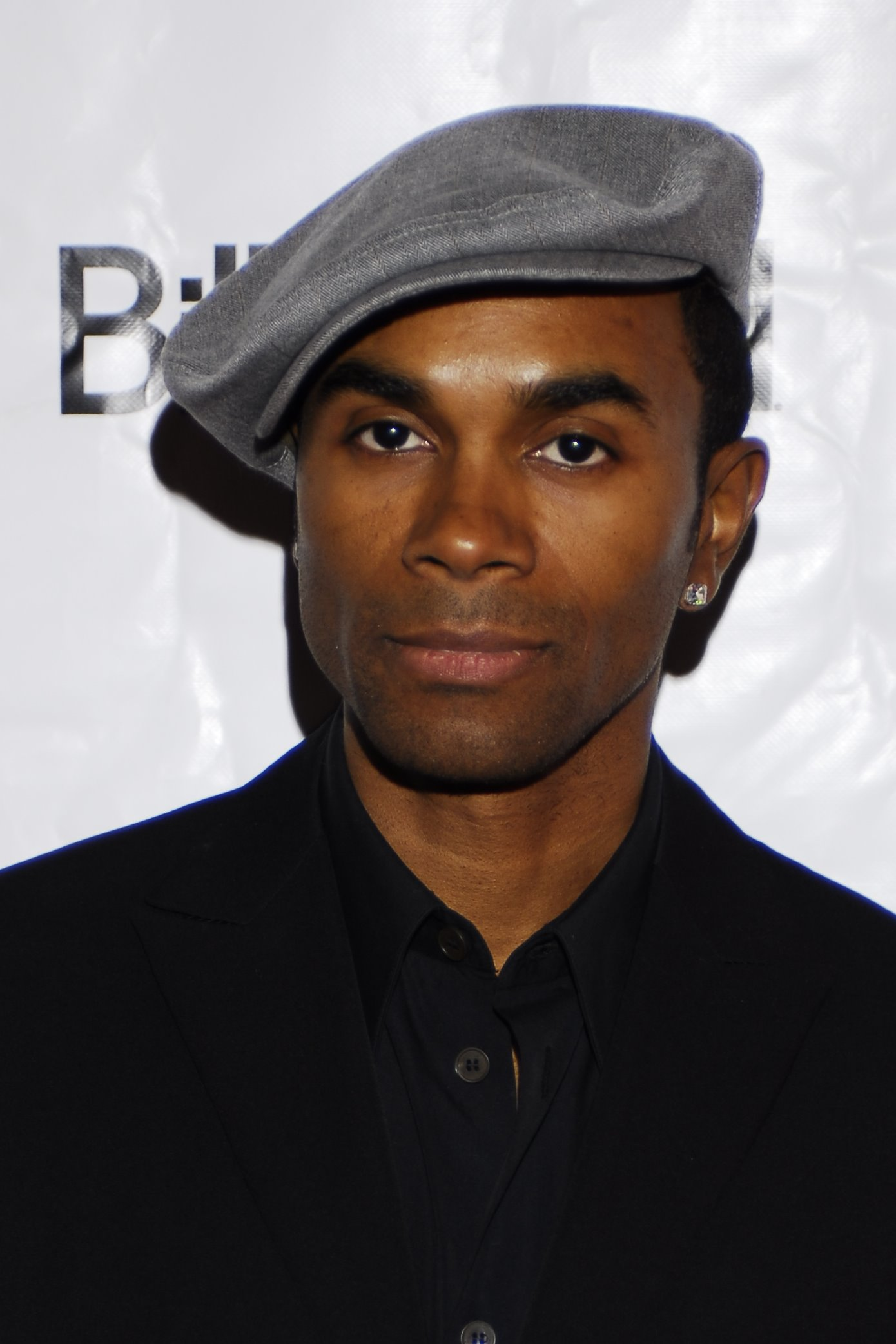
Fab Morvan nel 2007

I dubbi sulle reali capacità del duo sorsero già durante le loro prime interviste, dove dimostrarono una scarsa conoscenza della lingua inglese, che portò i presenti a chiedersi se fossero effettivamente Morvan e Pilatus a cantare nei dischi. I sospetti trovarono riscontro in seguito ad un incidente tecnico durante una esibizione "dal vivo" promossa da MTV verificatosi il 21 luglio 1989, in cui la musica e le voci (che erano inaspettatamente in playback) cominciarono a ripetersi all'infinito. Anche in seguito alla pressione di Morvan e Pilatus, che avrebbero voluto cantare nel disco successivo, il 12 novembre 1990 Farian confessò ai giornali che fino a quel momento non erano state usate le loro vere voci. Quattro giorni dopo venne revocato il Grammy vinto, e di lì a poco la Arista Records recedette dal contratto con il gruppo. Vennero intentate almeno 26 cause contro Pilatus, Morvan e la Arista Records, tutte con l'accusa di frode.
Nel 1990 i Milli Vanilli parteciparono a una pubblicità auto-parodistica delle gomme da masticare Carefree in cui si allude allo scandalo.

### Nuovi progetti
Nel 1990, dalle ceneri dei Milli Vanilli nacque il gruppo The Real Milli Vanilli, composto da alcuni dei veri cantanti e musicisti che avevano prestato le voci nei dischi dei Milli Vanilli: Brad Howell, John Davis e Gina Mohammed, e dall'aggiunta di Ray Horton. Non venne invece coinvolto Charles Shaw, pagato dal produttore Frank Farian per il suo silenzio riguardo al coinvolgimento nel progetto dei Milli Vanilli. Nel 1990, il nuovo progetto produsse l'album The Moment of Truth, che sarebbe dovuto uscire sotto il titolo Keep on Running con Fab Morvan e Rob Pilatus in copertina. L'album venne distribuito per il solo mercato europeo. La band partecipò al programma Sanremo International nel 1991, dove suonò Keep On Running. 
Nel tentativo di prendere le distanze dalla controversia che aveva intaccato la reputazione dei Milli Vanilli, Morvan e Pilatus tentarono di rilanciarsi con il nuovo alias Rob & Fab, che pubblicarono un solo album omonimo nel 1993. Tuttavia, anche a causa della scarsa pubblicità offerta dalla nuova casa discografica e la continua risonanza dello scandalo, il nuovo disco vendette solamente 2.000 copie.

### Scioglimento
Nel 1997 i due tentarono nuovamente di restaurare la propria immagine, iniziando a lavorare al nuovo album Back and in Attack, nel quale sarebbero stati inclusi anche alcuni loro successi del passato, stavolta cantati con le loro vere voci. L'album non fu però mai completato, per via dei problemi personali di Rob Pilatus, afflitto da dipendenza dalla droga e problemi con la giustizia. Dopo una serie di rapine, Pilatus fu costretto infatti a passare tre mesi in un carcere in California.
Il 2 aprile 1998, alla vigilia dell'inizio del tour per promuovere il rilancio del gruppo, Pilatus fu trovato morto in un hotel di Francoforte, probabilmente a causa di un'overdose di stupefacenti.

### Dopo lo scioglimento
Fab Morvan continuò a lavorare come conduttore radiofonico, e nel 2003 pubblicò il suo primo album da solista Love Revolution.
Il 14 febbraio 2007 fu annunciato che la Universal Pictures stava progettando un film basato sulla storia dei Milli Vanilli: Jeff Nathanson, sceneggiatore di Prova a prendermi, avrebbe dovuto scrivere e dirigere il film. Il progetto poi non si concretizzò. Nel 2011 altre voci indicarono che Florian Gallenberger avrebbe dovuto riprendere il progetto del film, ma anche in questo caso senza esito.
Il 24 maggio 2021, a causa del COVID-19, viene a mancare John Davis, che aveva prestato la voce ai Milli Vanilli ed era poi confluito anche in The Real Milli Vanilli.
Nel 2023 esce Milli Vanilli, un film documentario diretto da Luke Korem e distribuito in esclusiva dalla piattaforma streaming Paramount +, che ripercorre l'intera vicenda attraverso le testimonianze di diverse persone direttamente coinvolte, come lo stesso Fab Morvan e l'allora fidanzata e socia in affari di Frank Farian, Ingrid Segieth. Nel film vengono descritti diversi particolari e aneddoti più riservati, come l'ossessione per il successo di Rob Pilatus e la sua discesa nella droga dopo che lo scandalo venne alla luce.

## Formazione[3]
- Fab Morvan – ballerino
- Rob Pilatus – ballerino
- John Davis – voce
- Brad Howell – voce
- Charles Shaw – voce

## Discografia

### Album in studio
- 1988 – All or Nothing (Hansa/BMG)
- 1989 – Girl You Know It's True (Arista)
- 1991 – The Moment of Truth (come The Real Milli Vanilli) (BMG)
- 1993 – Rob & Fab (come Rob & Fab) (Joss Entertainment)

### Singoli
| Anno | Titolo                      | US Hot 100 | Regno Unito | Germania | Svizzera | Austria | Album                                                     |
| ---- | --------------------------- | ---------- | ----------- | -------- | -------- | ------- | --------------------------------------------------------- |
| 1987 | Dansez                      |            |             |          |          |         | -                                                         |
| 1988 | Girl You Know It's True     | 2          | 3           | 1        | 2        | 1       | All Or Nothing / Girl You Know It's True                  |
| 1989 | Baby Don't Forget My Number | 1          | 16          | 9        | 11       |         | All Or Nothing / Girl You Know It's True                  |
| 1989 | Girl I'm Gonna Miss You     | 1          | 2           | 2        | 1        | 1       | All Or Nothing / Girl You Know It's True                  |
| 1989 | Blame It on the Rain        | 1          | 52          | 3        | 22       | 8       | All Or Nothing U.S. Remix Album / Girl You Know It's True |
| 1990 | All or Nothing              | 4          | 74          | 17       | 22       | 14      | All Or Nothing / Girl You Know It's True                  |
| 1990 | Keep On Running             | -          | 76          | 4        | 8        | 2       | The Moment of Truth                                       |
| 1991 | Too Late - True Love        | -          |             |          |          | 26      | The Moment of Truth                                       |
| 1991 | Nice'N'Easy                 |            |             |          |          |         | The Moment of Truth                                       |
| 1992 | We Can Get It On            |            |             |          |          |         | Rob & Fab                                                 |

### Compilation
- 2007 – Greatest Hits (Sony/BMG)

### Album di remix
- 1990 – The Remix Album (Arista)